# 酵母ディスプレイ
酵母ディスプレイ（こうぼディスプレイ、英: yeast display）または酵母表面ディスプレイ（英: yeast surface display）は、酵母の細胞壁に組み込まれた組換えタンパク質の発現を利用して、抗体の単離や操作をするタンパク質工学の手法である。

## 開発
酵母ディスプレイ技術は、K.Dane Wittrup教授の研究室によって最初に発表された。この技術は、2001年にアボット・ラボラトリーズに売却された。

## 仕組み
目的のタンパク質は、酵母の表面上にあるAga2pタンパク質への融合体として表示される。Aga2pタンパク質は、酵母細胞の交配時に細胞間の接触を仲介するために酵母によって自然に使用される。そのため、Aga2pを介してタンパク質を表示することで、タンパク質を細胞表面から遠ざけ、酵母の細胞壁上の他の分子との潜在的な相互作用を最小限に抑えることができる。磁気分離とフローサイトメトリーを酵母ディスプレイライブラリーと併用することは、指向性進化を通じてほぼすべての受容体に対する高親和性タンパク質リガンドを単離することができる非常に効果的な方法である。

## 長所と短所
他のin vitro進化法に対する酵母ディスプレイの利点は、真核生物による発現とプロセシング、真核生物の分泌経路の品質管理メカニズム、最小限の結合活性効果、およびFACSによる定量的ライブラリースクリーニングなどである。酵母は真核生物であり、他のディスプレイライブラリーでは提供できないタンパク質への複雑な翻訳後修飾を可能にする。
欠点としては、代替方法と比較して変異体ライブラリーのサイズが小さいことや、哺乳類細胞と比較して酵母でのグリコシル化が異なることが挙げられる。これらの欠点は、これまでに報告されている最高の一価リガンド結合親和性を持つ人工タンパク質（Boder, E.T. 2000）の操作など、多くの用途における酵母ディスプレイの成功を制限するものではない。ただし、現在、Boderが作成した酵母ディスプレイライブラリは、IPの問題でInvitrogen社のINVSc1細胞株が利用できないため、利用できなくなった。
生体外（in vitro）におけるタンパク質進化の代替方法は、哺乳動物ディスプレイ、ファージディスプレイ、リボソームディスプレイ、細菌ディスプレイ、およびmRNAディスプレイ（IVV）がある。